# LG 쿠키
LG 쿠키(LG Cookie, LG KP500)은 LG전자가 2008년 12월에 출시한 휴대 전화기이다. 전 세계적으로 발매한 쿠키폰은 유럽에서 100만 대 이상 팔려나가며 밀리언셀러를 달성하기도 하였다.
대한민국에서는 2009년 3월에 싸이언 쿠키라는 이름으로 출고가 59만원 대에 발매되었다.

## 같이 보기
- 싸이언 쿠키
- 싸이언 소시의 쿠키